# Асір (емірат)
Емірат Асір — держава, що існувала в 1910-1934 на території сучасної провінції Асір Саудівської Аравії, а також ряду інших областей. Столицею емірату було місто Саба. 

## Місцезнаходження
Емірат охоплював території сучасних саудівських провінцій Асір і Джизан, а також південну частину провінції Мекка та район Ходейда сучасного Ємену.

## Історія
Емірат Асір заснований в 1906 Мухаммадом ібн Алі аль-Ідрісі, нащадком Ахмада ібн Ідріса, у складі Османської імперії. Згодом емірат Асір формально підтримав Арабське повстання, хоча фактичних бойових дій проти турків-османів не вів. 
Під час свого правління еміру Мухаммаду доводилося захищати незалежність свого емірату в союзі з Абдель-Азіз ібн Саудом з Неджду проти Хусейн бен Алі з Хіджазу та короля Яхьї з Ємену, кожний з яких вважав Асір невіддільною частиною території своєї держави. 
Після смерті Мухаммада ібн Алі в 1920 емірат входить у фазу нестабільності, що призвело наступника Мухаммада, Хасана ібн Алі, до підписання договору з Недждом у 1926, поставивши емірат в положення протекторату останнього. Водночас емірат втрачає свої південні території на користь Ємену, в той час як англійці окупують острови Фарасан. 
Проте, емір Хасан ібн Алі зрештою побажав відновити всі свої колишні права, обмежені договором про протекторат, і звернувся за підтримкою до короля Ємену. Король ібн Сауд відповів на це анексією всього емірату в 1934 (згідно з Таїфським договором) і проголосивши після цього остаточне об'єднання Саудівської Аравії. 
| 1872-1915 |
| 1872-1915 |

| 1915-1916 |
| 1915-1916 |

| 1916-1923 |
| 1916-1923 |

| 1923-1934 |
| 1923-1934 |